# Isaac Barrow
Pour les articles homonymes, voir Barrow.
Isaac Barrow (octobre 1630, Londres - 4 mai 1677) est un philologue, mathématicien et théologien anglais. Il est connu pour ses travaux précurseurs en calcul infinitésimal, et en particulier pour son travail sur les tangentes. Isaac Newton est l'un de ses élèves.

## Origine et parcours
Barrow naît à Londres. Il va d'abord à l'école à Charterhouse School (où il est si dissipé qu'on entendit son père prier que, plût-il à Dieu de prendre n'importe lequel de ses enfants, il délaisserait plus facilement Isaac), puis à la Felsted School (en). Il termine son cycle d'études au Collège Trinity, à Cambridge ; après avoir obtenu son diplôme en 1648, il est sélectionné pour une bourse en 1649 ; il vit au collège par la suite, mais en 1655 il en est chassé par la persécution des Indépendants. Il passe les quatre années suivantes à voyager à travers la France, l'Italie et même jusqu'à Constantinople, et après bien des aventures il revient en Angleterre en 1659.

## Enseignement
Isaac Barrow prend les ordres l'année suivante et accède à la chaire prestigieuse de professeur regius (en) de grec à Cambridge. En 1662 il devient membre de la Royal Society et est nommé professeur de géométrie au Gresham College, et en 1663, il est choisi comme premier titulaire de la chaire lucasienne de mathématiques à Cambridge. Il en démissionne six ans plus tard en faveur de son élève Isaac Newton, dont il reconnaissait très honnêtement les capacités supérieures. Le reste de sa vie est entièrement consacré à la théologie. Il devient chapelain de Charles II. Nommé directeur du Trinity College en 1672, il occupe ce poste jusqu'à sa mort.

## Description
Il est décrit comme « de petite taille, maigre et le teint pâle », négligé dans sa tenue et fumeur invétéré. Sa force et son courage sont remarquables : lors d'un voyage en Orient, il sauve le navire, par sa vaillance, de la capture par des pirates. Un esprit vif et caustique fait de lui l'un des favoris de Charles II, et inspire le respect aux courtisans, même ceux qui ne l'appréciaient pas. Avec son style d'écriture soutenu et un peu formel, sa vie irréprochable et son caractère consciencieux et très rigoureux, il est un personnage imposant de l'époque.

## Publications
Il a traduit et commenté les traités des géomètres grecs.
Son premier ouvrage est une édition complète des Éléments d'Euclide, qu'il fait paraître en latin en 1655 et en anglais en 1660 ; en 1657 il publie une édition des Données.
Les cours magistraux qu'il donne de 1664 à 1666 sont publiés en 1683 sous le titre Lectiones Mathematicae (Leçons de mathématiques) ; ils traitent essentiellement du fondement métaphysique des vérités mathématiques. Ses cours magistraux de 1667 sont publiés la même année, et proposent une analyse possible par laquelle Archimède serait parvenu à ses principaux résultats.
En 1669, il publie ses Lectiones Opticae et Geometricae (Leçons d'optique et de géométrie). Il est écrit dans la préface que Newton aurait relu et corrigé ces cours, et y aurait fait des ajouts personnels, mais il semble probable, d'après les remarques de Newton lors de la controverse des fluxions, que ses ajouts ne portent que sur les cours d'optique. Ce livre, qui est son ouvrage le plus important en mathématiques, fut republié avec quelques changements mineurs en 1674.
En 1675, il publie une traduction, avec de nombreux commentaires, des quatre premiers livres de Sur les sections coniques, d'Apollonius de Perga, des travaux d'Archimède et des Sphériques de Théodose de Tripoli.
On a de lui aussi des Œuvres théologiques, morales et poétiques, que John Tillotson a recueillies à Londres en 1682 en trois volumes in-folio, et réimprimées en 1859, en neuf volumes in-8.

## Sciences
Ses Leçons d'optique traitent avec ingéniosité de nombreux problèmes liés à la réflexion et à la réfraction de la lumière. Elles définissent l'image optique d'un point vu par réflexion ou par réfraction, et l'image d'un objet comme le lieu des images de tous ses points. Barrow développa aussi quelques-unes des propriétés les plus simples des lentilles minces, et simplifia considérablement l'explication cartésienne de l'arc-en-ciel.
Ses Leçons de géométrie contiennent de nouvelles méthodes pour déterminer des aires et des tangentes. La plus connue est celle de la détermination des tangentes aux courbes, qui illustre de quelle manière Barrow, Hudde et Sluze contribuèrent, dans la lignée de Pierre de Fermat, à l'élaboration des méthodes du calcul différentiel.
Fermat avait observé que la tangente à une courbe en l'un de ses points, P, était déterminée dès qu'un point T autre que P était connu ; ainsi, si la longueur de la sous-tangente MT pouvait être trouvée, elle déterminerait le point T, et donc la tangente TP. Barrow remarqua alors qu'en traçant l'abscisse et l'ordonnée d'un point Q proche de P sur la courbe, il obtenait un petit triangle PQR (qu'il appela le triangle différentiel, parce que ses côtés PR et PQ étaient les différences des abscisses et des ordonnées de P et Q), de sorte que
TM / MP = QR / RP.
Pour trouver QR / RP, il supposa que x, y étaient les coordonnées de P et x-e, y-a celles de Q (Barrow utilisait en fait les notations p pour x et m pour y). En substituant les coordonnées de Q dans l'équation de la courbe et en négligeant, devant e et a, leurs carrés et puissances supérieures, il obtenait le rapport a / e, qui fut plus tard baptisé (comme le suggérait Sluze) le coefficient angulaire de cette tangente.
Barrow appliqua cette méthode aux courbes
(i) x2 (x2+ y2) = r2y2, appelée la courbe kappa;
(ii) x3 + y3 = r3;
(iii) x3 + y3 = rxy, la galande,
(iv) y = (r - x) tan (πx / 2r), la quadratrice, et
(v) y = r tan (πx / 2r).
Le cas plus simple de la parabole y2 = px suffira à illustrer cette méthode.
Avec la notation ci-dessus, nous avons pour le point P, y2 = px et pour le point Q,
(y - a)2 = p(x - e).
En soustrayant, on obtient 2ay - a2 = pe.
Mais si a est une quantité infinitésimale, a2 doit être infiniment plus petit et donc être négligé devant les quantités 2ay et pe, d'où 2ay = pe, c'est-à-dire a / e = p / (2y).
Donc TM = MP a / e = xp / (2y) = y / 2.
C'est exactement le procédé du calcul différentiel, sauf que dans sa version moderne on a une règle pour calculer directement le rapport a / e (que l'on note dy / dx), sans avoir besoin, dans chaque cas particulier, d'effectuer un calcul semblable à celui-ci.

## Sources
- (en) « A Short Account of the History of Mathematics » (4e édition, 1908) par W. W. Rouse Ball

Cet article comprend des extraits du Dictionnaire Bouillet. Il est possible de supprimer cette indication, si le texte reflète le savoir actuel sur ce thème, si les sources sont citées, s'il satisfait aux exigences linguistiques actuelles et s'il ne contient pas de propos qui vont à l'encontre des règles de neutralité de Wikipédia.

### Sources
- (en) Cet article est partiellement ou en totalité issu de l’article de Wikipédia en anglais intitulé « Isaac Barrow » (voir la liste des auteurs).